# Wesmaldra waldockae
Wesmaldra waldockae là một loài nhện trong họ Gnaphosidae.
Loài này thuộc chi Wesmaldra. Wesmaldra waldockae được Norman I. Platnick & Barbara Baehr miêu tả năm 2006.